# 류 (성씨)
류(柳)는 한국의 성씨이다.

## 버들 류 柳
류(柳)씨는 2015년 대한민국 통계청 조사에서 642,693명(류 163,703명 + 유 478,990명)으로 조사되어 성씨 인구 19위이다. 본관은 문화(文化), 전주(全州), 진주(晉州), 고흥(高興), 서산(瑞山), 풍산(豊山), 영광(靈光), 선산(善山), 정주(貞州) 등 130본이 전한다.
- 전주 류씨(全州 柳氏)에 관한 기록으로 578년(백제 위덕왕 34) 성덕태자(聖德太子)의 요청으로 사천왕사(四天王寺)를 건축하러 백제에서 일본으로 건너간 류중광(柳重光)은 본관이 전주(全州)다. 전주 승화현(承化縣) 출신의 류방헌(柳邦憲, 944년 ~ 1009년)이 972년(고려 광종 23년) 과거에 급제하여 1009년(현종 즉위년) 문하시랑평장사(門下侍郎平章事)에 이르렀다.[1] 전주인(全州人) 류방헌(柳邦憲) 묘지명(墓誌銘)에는 증조부가 통일신라 때 각간(角干)을 지낸 류기휴(柳基休)이고, 할아버지 류법반(柳法攀)이 후백제의 우좌군(右將軍)을 역임하였다고 기록되어 있다. 따라서 전주류씨는 백제 때 창성(創姓)된 성씨다.[2] 류혼(柳渾), 류습(柳濕), 류지(柳池)를 각각 시조로 하는 3파가 있다. 2015년 인구는 78,690명이다.
- 정주 류씨(貞州 柳氏)는 삼중대광(三重大匡) 류천궁(柳天弓)의 딸이 고려 태조의 제1비 신혜왕후(神惠王后)이다.[3] 시중(侍中) 류덕영(柳德英)의 딸은 고려 태조 제6비 정덕왕후(貞德王后)이다. 중시조 류소(柳韶)가 고려 덕종 때 문하시랑평장사(門下侍郎平章事)가 되었다. 2015년 인구는 15명이다.
- 문화 류씨(文化 柳氏) 시조 류차달(柳車達)이 고려 태조 때 군량 수송에 공을 세워 대승(大丞)에 제수되고 삼한공신(三韓功臣)의 호를 받았다. 7세손 류공권(柳公權)이 1160년(고려 의종(毅宗) 14년) 과거에 급제하여 명종 때 정당문학(政堂文學)·참지정사(叅知政事)에 이르렀다. 2015년 인구는 327,624명이다.
- 고흥 류씨(高興 柳氏) 시조 류영(柳英)이 고려 문종 때 호장(戶長)을 지냈다. 7세손 류청신(柳淸臣)이 고이부곡(高伊部曲) 출신으로 1310년(충선왕 2) 정승에 임명되고 고흥부원군(高興府院君)에 봉해졌다. 2015년 인구는 73,329명이다.
- 진주 류씨(晉州 柳氏)는 류정(柳挺)을 시조로 하는 토류계(土柳系)와 류차달(柳車達)의 9대손 류인비(柳仁庇)를 시조로 하는 이류계(移柳系)의 서로 다른 두 계통이 있다. 2000년 인구는 60,104명이다.
- 서산 류씨(瑞山 柳氏) 시조 류공기(柳公器)는 고려조에 관직이 합문지후(閤門祗候)에 이르렀으며, 사후에 증손 류숙(柳淑)이 귀해지자 도첨의찬성사(都僉議贊成事)·수문전대학사(修文殿大學士)·감수국사(監修國士)·판전리사사(判典理司事)에 추증되었다.[4] 조선시대 문과 급제자 9명을 배출하였다. 2000년 인구는 14,827명이다.
- 풍산 류씨(豊山 柳氏) 시조 류절(柳節)은 수주(樹州 : 경기도 부평)에서 호장(戶長)을 지냈다고 한다. 류절의 증손 류백(柳伯)이 고려 충렬왕 때 은사(恩賜)로 급제하였고, 7세 류종혜(柳從惠)가 공조전서(工曹典書)를 역임하고 낙향해 하회동(河回洞)에 정착하였다고 한다. 조선시대 문과 급제자 22명을 배출하였다. 13세손 류성룡이 영의정에 오르고 풍원부원군(豊原府院君)에 봉해졌다. 2000년 인구는 13,341명이다.
- 영광 류씨(靈光 柳氏) 시조 류언(柳漹)의 아들 류두명(柳斗明)이 조선 초기 나주목사를 거쳐 대언(代言)을 지냈고, 손자 류규(柳規)가 1426년(세종 8) 무과에 급제하였다. 류규의 아들 류자환(柳子煥)은 계유정난(癸酉靖難) 때 정난공신 3등에 오르고 도승지·대사헌·전라도관찰사를 지냈다. 류규의 서자인 류자광(柳子光)이 연산군 때 무오사화를 주도하였고, 정국공신(靖國功臣) 1등으로 무령부원군(武靈府院君)에 봉해졌다. 2000년 인구는 1,475명이다.

## 같이 보기
- 류 (중국 성씨)